# أحمد المغيصيب
أحمد عبد القادر المغيصيب (مواليد 28 يونيو 1998، لاعب كرة قدم قطري يجيد اللعب في خط الوسط.
لعب سابقاً مع نادي لخويا أكاديمية أسباير في الفئات السنية و نادي قطر ونادي الدحيل ونادي أم صلال والنادي الأهلي.